# 阿久井善孝
阿久井 喜孝（あくい よしたか、1930年 -2024年 ）は、日本の建築家。端島（軍艦島）の研究で知られる。
東京電機大学名誉教授。

## 来歴
岩手県に生まれる。1956年に東京大学工学部建築学科を卒業し、東京大学大学院数物系研究科修士課程に進学する。1958年に修士課程修了後、丹下健三研究室を経て、1961年丹下健三・都市・建築設計研究所に入所する。
1963年から1965年まで、設計事務所を営む。その後1967年までヨーロッパに滞在し（チューリヒおよびベルリン）、都市デザイン活動に参加した。 
1967年に帰国後、東京電機大学建築学科助教授（のちに教授に昇進）となり、教育研究とともに設計活動をおこなった。 
2001年に東京電機大学を退職した。